# Alcester
Alcester este un oraș în Warwickshire, Anglia, situat în regiunea West Midlands. Orașul se află în districtul Stratford-on-Avon.